# Tait's Edinburgh Magazine

Tait's Edinburgh Magazine est un journal mensuel qui parait de 1832 à 1851. Il offre une exposition à la pensée politique libérale, ainsi qu'à la culture contemporaine et à l'évolution littéraire de la première partie du 19e siècle britannique.

## Histoire
Le Tait's Edinburgh Magazine est créé par William Tait (en), le fils d'un promoteur immobilier et l'héritier d'une grande fortune. Tait est un « radical indépendant » en politique et est fortement favorable au Parti Whig. 1832 est une année d'agitation politique, avec la première réforme électorale le sujet dominant de débat. Le journal de Tait est une « riposte radicale » au « politiquement revanchard mais culturellement avant-gardiste Blackwood's Edinburgh Magazine. ». Le Tait's accueille  de nombreux jeunes nouveaux écrivains inconnues comme Robert Nicoll (en) mais également des voix bien établies comme Leigh Hunt, et des notoriétés futures comme Harriet Martineau et John Stuart Mill.
À partir de 1833, le Tait's Edinburgh Magazine publie régulièrement les essais de Thomas de Quincey. Une série d'essais biographique de De Quincey sur le groupe de poètes des Lakistes (plus tard rassemblés dans les Recollections of the Lake Poets (en)) sont dans le Tait's entre 1834 et 1840. Tait publie d'autres articles de De Quincey, comme le surprenant A Tory's Account of Toryism, Whiggism and Radicalism (Décembre 1835, janvier 1836). Cet article contient des notes de bas de page sarcastiques en désaccord avec le point de vue exposé dans le corps du texte probablement de la plume de Tait lui-même.
En 1834 le Tait's Edinburgh Magazine fusionne avec le Johnstone's Edinburgh Magazine, un périodique libéral fondé deux ans plus tôt par les époux John Johnstone et Christian Isobel Johnstone. Féministes, elle écrit souvent le Tait's les années suivantes et devient « chef contributrice et directrice » sous la responsabilité directe de William Tait. Christian Johnstone est la première femme à être rémunérée pour écrire dans un journal important de la période victorienne, à qui elle apporte « un ton simple et populaire ».
En 1834 également Alexander Bailey Richmond traîne en justice les agents Londoniens du journal, pour avec avoir présenté Richmond comme un espion du gouvernement. Le journal sort blanchi de l'accusation.
Christian Johnstone meurt en 1857 et le Tait's Magazine cesse sa parution en 1861.